# Ermengarda de Vallespir
Ermengarda de Vallespir o Ermengarda d'Empúries (segle x - 1001) es va casar amb Oliba Cabreta i, quan aquest es retirà al monestir de Montecassino, governà els comtats de Cerdanya i Besalú juntament amb els seus fills en virtut de la lleis visigòtica de la dècima marital, que li atorgava l'usdefruit dels béns del seu espòs. L'any 993 es traslladà al Vallespir que li dona nom, zona que controlà fins a la seva mort.

## Biografia
Ermengarda, de qui desconeixem la seva ascendència, es casà amb el comte Oliba Cabreta vers l'any 966. Tingué quatre fills i una filla: Guifré, Bernat Tallaferro i Oliba, que succeirien el seu pare al capdavant dels comtats, fins que Oliba entrà en religió per acabar sent posteriorment abat de Ripoll i Cuixà i bisbe de Vic; Berenguer, que fou bisbe d'Elna, i Adelaida, muller de Joan d'Oriol, senyor d'Ogassa. No obstant això, el seu marit fou també pare d'una filla anomenada Ingilberga, la darrera abadessa del monestir de Sant Joan de les Abadesses, nascuda de la seva relació amb Ingilberga de Besora. Trobem Ermengarda al costat del seu marit en nombroses ocasions, principalment en donacions i consagracions d'esglésies, fins que aquest es retirà al monestir de Montecassino (Itàlia), on morí l'any 990. A partir d'aquest moment la comtessa governà juntament amb els seus fills Bernat, Guifré i Oliba. Ermengarda actuà en virtut de la dècima marital que tenia sobre les propietats d'Oliba Cabreta i, després de la mort del marit, com a vídua usufructuària, d'acord amb allò que establia la llei goda.
L'any 991 Ermengarda entrà en conflicte amb el bisbe Sal·la d'Urgell, després que fos usurpada la possessió de les parròquies dels comtats de Cerdanya i de Berga i d'haver retingut els censos que aquestes havien de pagar a la Seu d'Urgell. Arran d'aquest fet, el bisbe excomunicà les persones que hi havien participat, tot i que el decret d'excomunió afectà directament Arnau i Rodulf, ministres i consellers d'Ermengarda i dels seus fills. Tanmateix, la comtessa i els seus fills quedaren exclosos de l'anatema i se’ls permeté escollir una església on oir missa, en contemplació de llur alta posició.
A partir del 993 l'autoritat sobre els comtats recaigué de forma indivisa entre els tres germans, però ja sense la seva mare, que es retirà al Vallespir. És a partir d'aquest moment que aquest territori s'eregí com a esponsalici de les comtesses de Besalú, com passà uns anys després, quan fou assignat a Tota de Borgonya, muller de Bernat Tallaferro. Ermengarda governà el Vallespir amb plenitud de potestat, prova d'això és un document del 18 de desembre de 994 en què es relata com Ermengarda va presidir una assemblea judiciària a Castellnou, acompanyada pel seu fill Berenguer, bisbe d'Elna, la seva nora Tota, els jutges i els magnats del comtat.
No tenim notícia de la mort de la comtessa, però un document del futur abat Oliba del 14 de febrer de 1001 posa de manifest que la seva mare ja era morta. Oliba feia una donació pel bé de l'ànima dels seus pares i de la seva pròpia, just abans de prendre l'hàbit benedictí. Després de la mort d'Ermengarda, Bernat Tallaferro s'intitulà comte de Besalú i Guifré esdevingué comte de Cerdanya.

## Família
Filla del comte Gausbert i la seva muller Trudegarda, tingué amb Oliba Cabreta diversos fills que ocuparen posicions rellevants en la política de l'època:
- Bernat Tallaferro (v970-1020), comte de Besalú i comte de Ripoll
- Guifré II de Cerdanya (970-1050), comte de Cerdanya
- Abat Oliba (971-1046), comte de Berga
- Berenguer (?-1003), bisbe d'Elna
- Adelaida de Cerdanya (?-1024), casada amb Joan d'Oriol, senyor de Sales